# 田中浩也
田中 浩也（たなか ひろや、1975年5月14日 - ）は、日本の工学者。博士（工学）。慶應義塾大学環境情報学部教授、慶應義塾大学KGRI環デザイン&デジタルマニュファクチャリング創造センター長、ファクトリーサイエンティスト協会理事、ファブラボジャパン発起人（ファウンダー）。東京2020オリンピック・パラリンピックではリサイクルプラスチックを用いた3Dプリント表彰台98台の設計統括を担当。

## 概要
2007年より自宅で3Dプリンタを使い始める。2010年度に日本人で初めてMITの名物講座 "How to make almost anything(ほぼあらゆるものをつくる方法)" 修了者となったのち、日本とアジアでのファブラボ、ファブシティー推進の中心人物となる。父は応用物理学者の田中啓司。
専門分野は、デザイン工学、デジタルファブリケーション、3D/4Dプリンティング、環境メタマテリアル。

## 人物・経歴
北海道札幌市生まれ。幼稚園児の時にTK-85を見て衝撃をうける。その後、小学校4年生の時に自宅にあったPC-8801mkIIFRを駆使してプログラムを書くようになり、マイコンアイディアコンテストにて札幌市青少年科学館長賞等を受賞。中学生の時に開発した「Walking in Sapporo」は後の博士研究「PhotoWalker」の元になっている。
1994年北海道札幌南高等学校卒業。同年、京都大学工学部数理工学科入学。1995年、京都大学総合人間学部基礎科学科転入学。宮崎興二研究室で高次元（4次元）幾何学・図形科学・かたちの数理と文化・建築を学ぶ。1998年同卒業。卒業論文「建築形態の4次元デジタルデザインに関する研究」は日本建築学会優秀卒業論文賞。同年、京都大学大学院人間環境学研究科入学。引き続き宮崎研究室で学ぶ傍ら、建築家・渡辺誠の都営地下鉄大江戸線飯田橋駅の形態生成プログラム開発に参画。2000年同修了。同年、東京大学大学院工学系研究科博士後期課程入学。2000年は東京大学人工物工学研究センター、2001年～2003年は東京大学空間情報科学研究センターで研究活動を行う。2003年、同修了。博士（工学）。博士論文のタイトルは「空間画像ネットワークを用いたWWW上の疑似3次元空間」。
2003年、京都大学大学院情報学研究科COE研究員。2004年、東京大学生産技術研究所助手。2005年、慶應義塾大学環境情報学部専任講師。2008年、慶應義塾大学環境情報学部准教授。2010年のみ、マサチューセッツ工科大学建築学科客員研究員を兼務。2016年より慶應義塾大学環境情報学部教授。
主な研究テーマは、設計・生産・創造性の科学と支援であり、ネットワーク技術と3D（立体）の計算処理(CAD,CAM,CAE)の融合技術に関心を持つ。博士研究ではネットワーク上の写真画像を集めてつくられる仮想3次元システムを、「Microsoft Photosynth」や「Google Streetview」などよりも先に開発。「Atom to Bit (現実世界をデジタルに記述する)」から転回した現在では、逆に「Bit to Atom (デジタル情報を物質世界に転写する）」を核に、世界中の3Dプリンタをネットワークで連携した分散製造手法(FabNet)を研究開発している。
同時に、実世界でのデザイン実践にも力を入れている。デザインの対象として、建築的アイディアとメディアアート的アイディアを融合したパブリックスペースのデザインに特に強い関心を寄せ、慶應義塾大学環境情報学部田中浩也研究室による「函館モバイルバーカウンタープロジェクト」をはじめ、久原真人と共同主催するデザインユニットtEntでは野外インスタレーション作品を多数発表している。その後、超横断的領域としての新分野であるデジタル・ファブリケーション（パーソナル・ファブリケーション、ソーシャル・ファブリケーションを含む）を自身のライフワークに定め、「ファブラボ」を軸に研究(R&D)活動とデザイン実践をつなぎはじめる。
2010年より、さらに国際連携を加速するために、ファブラボジャパンを組織した。1年間のMITへの留学中に、日本人としてはじめて「(ほぼ)あらゆるものをつくる方法 (How to Make (Almost) Anything)」課程を修了。帰国した2011年、メンバーとともにファブラボ鎌倉を設立。2012年、慶應大学SFC研究所ソーシャルファブリケーションラボ設立、ラボ代表。2013年、第9回世界ファブラボ会議（横浜）実行委員長、文部科学省 COI-Tサテライト慶應義塾大学デジタルファブリケーション国際研究拠点　拠点リーダー、ファブラボ・アジア・ファウンデーションのボードメンバーの一人となる。2014年、経済産業省　新ものづくり　検討委員会委員、総務省　情報通信戦略会議 「ファブ社会の展望に関する検討委員会」座長。2015年、総務省　情報通信戦略会議 「ファブ社会の基盤設計に関する検討委員会」座長。文部科学省 COI拠点「感性とデジタル製造を直結し、生活者の創造性を拡張するファブ地球社会創造拠点」研究リーダー補佐(2013-2021)。文部科学省COI-NEXT拠点「デジタル駆動超資源循環参加型社会」研究リーダー。
2017年10月より2019年9月まで慶應義塾大学SFC研究所の所長を務める。2020年10月より慶應義塾大学KGRI環デザイン＆デジタルマニュファクチャリング創造センター長。東京2020オリンピック・パラリンピックではリサイクルプラスチックを用いた3Dプリント表彰台98台の設計統括を担当した。

## 著書

### 単著
- 『SFを実現する―3Dプリンタの想像力』講談社、2014年
- 『FabLife―デジタルファブリケーションから生まれる「つくりかたの未来」』オライリー・ジャパン、2012年

### 共著
・『コンピュテーショナル・ファブリケーション～折る・積むからはじまる計算と造形～」』
・『建築情報学』
- 『角川インターネットシリーズ15 ネットで進化する人類　ビフォア/アフター・インターネット所収　　第5章　オープンソースハードウェアが自己増殖する未来生態系』KADOKAWA/角川学芸出版, 2015年
- 『角川インターネットシリーズ10 第三の産業革命 所収　　第5章　メイカー運動とファブ社会』KADOKAWA/角川学芸出版 2015年
- 『x-DESIGN 未来をプロトタイピングするために』慶應大学出版会, 2013年
- 『クリエイティブリユース　廃材と循環するモノ・コト・ヒト』Millegraph, 2013年
- 田中浩也、門田和雄編著、渡辺ゆうか、津田和俊、岩嵜博論、すすたわり、水野大二郎、太田知也、松井茂、久保田晃弘、城一裕著 『FABに何が可能か「つくりながら生きる」21世紀の野生の思考』 フィルムアート社、2013年 ISBN 9784845913046
- 『実践FAB プロジェクトノート　3Dプリンターやレーザーカッターをつかったデジタルファブリケーションのアイディア40』グラフィック社、2013年
- 『設計の設計ー＜建築・空間・情報＞制作の方法』、INAX出版, 2011年
- 渡邊 淳司, 藤木 淳, 丸谷 和史, ドミニク チェン, 坂倉 杏介, 田中 浩也著『いきるためのメディア―知覚・環境・社会の改編に向けて』 春秋社
- 『SITE ZERO/ZERO SITE』No.2「情報生態論──いきるためのメディア』, 田中浩也「Organic Cybernetics」
- 石川初、田中浩也、佐々木一晋、元永二朗編 『10+1 No.42 特集=グラウンディング 地図を描く身体』 INAX出版
- 『10＋1 No.48「特集＝アルゴリズム的思考と建築』（INAX出版、2007）「Natural Computationの景相化」
- 瀬尾文彰・松本信二監修 瀬尾文彰・田中浩也・北川啓介・難波治之・前田利民・松本信二・内山協一・小野正・山崎雄介編 『ハイパーサーフェスのデザインと技術 やわらかな時代の建築に向けて』 彰国社
- 『建築・都市フィールドワークメソッド』 (INAX出版)

### 翻訳
- 『Fab―パーソナルコンピュータからパーソナルファブリケーションへ』田中浩也 監修、オライリー・ジャパン、2012年
- 『オープンデザイン―参加と共創から生まれる「つくりかたの未来」』 田中浩也 監訳、オライリー・ジャパン, 2013年
- 『「もの」はどのようにつくられているのか？―プロダクトデザインのプロセス辞典』田中浩也 監訳、 オライリー・ジャパン, 2014年
- コスタス・テルジディス 著 『アルゴリズミック・アーキテクチュア』 田中浩也 監訳、荒岡紀子、重村珠穂、松川 昌平 翻訳)

## 受賞
- 第25回 文化庁メディア芸術祭 アート部門 ソーシャル・インパクト賞『Bio Sculpture』（METACITY青木竜太と共同、2022)
- NISTEP ナイスステップな研究者賞 (2013)
- 日本グッドデザイン賞 社会プラットフォーム部門(2012/ ファブラボジャパンとして)
- 日本グッドデザイン賞 新領域部門(2007/ 慶應義塾大学田中浩也研究室として)
- アルスエレクトロニカ・ハイブリッドアート部門・奨励賞 (2008/ tEntとして)
- 日本バーチャルリアリティー学会仮想都市研究会年間最優秀賞 (2006)
- 日本GIS学会ソフトウェア賞　(2004)
- 経済産業省未踏ソフトウェア開発支援事業・天才プログラマー/ スーパークリエイター賞(2003)
- 日本芸術科学会DIVA奨励賞 (2003)
- 第2回森ビル建築都市デザインコンペ2等 (2001)
- インパクパビリオン公開賞 (2001)
- 日経アーキテクチャーデジタルデザインコンペティション第4回　佳作 (1999)
- 日本建築学会優秀卒業論文賞(1996)